# 寬葉龍草樹
寬葉龍草樹（Dracophyllum latifolium）是新西兰境內（主要分佈於新西蘭北島）特有的一種杜鹃花科植物。該植物由艾伦·坎宁安於1839年首次命名。寬葉龍草樹高度為3米至10米。 